# Nadun
 (mars 2016).
Si vous disposez d'ouvrages ou d'articles de référence ou si vous connaissez des sites web de qualité traitant du thème abordé ici, merci de compléter l'article en donnant les références utiles à sa vérifiabilité et en les liant à la section « Notes et références ».

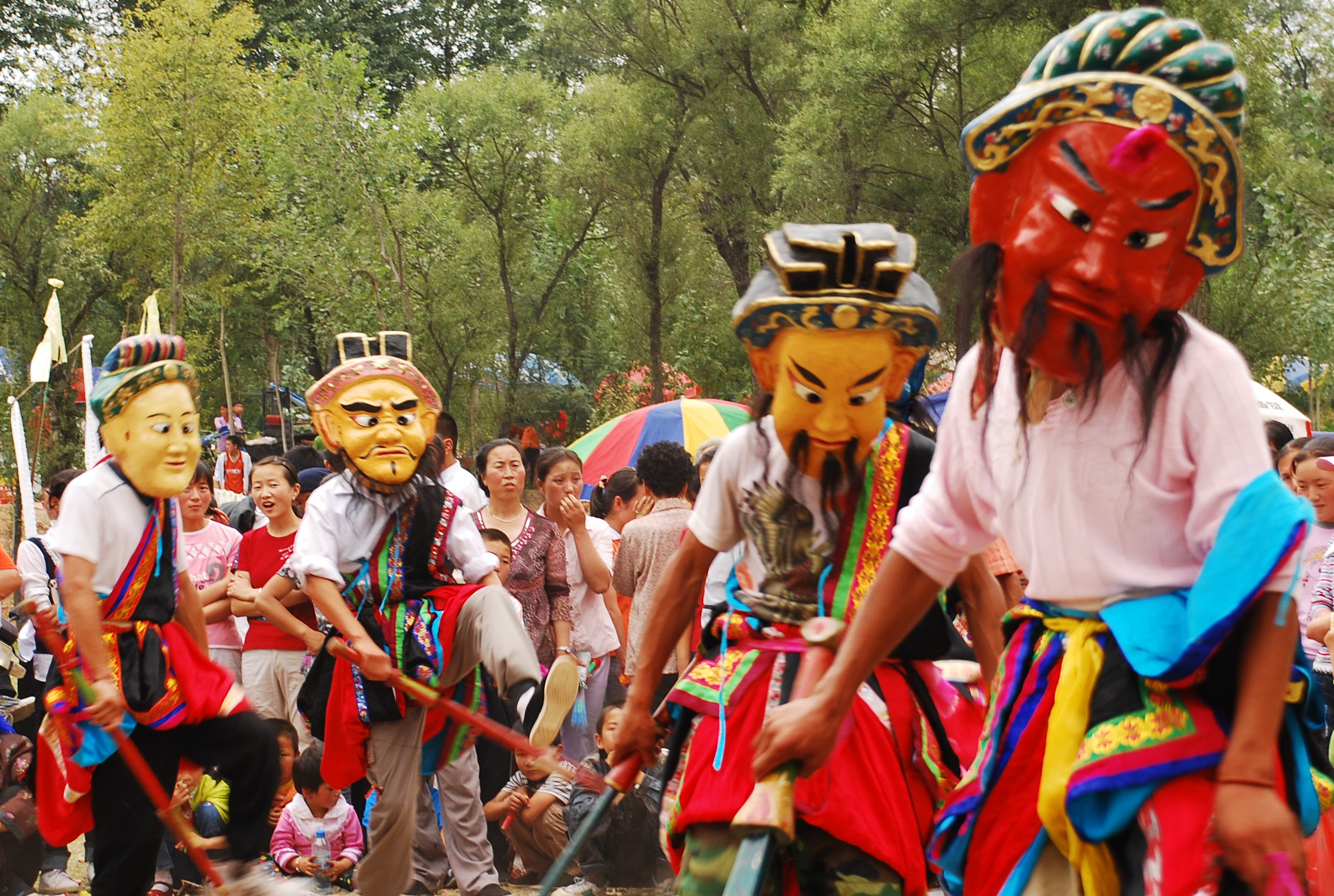
Danse des masques de nadun.

Nadun (chinois simplifié : 纳顿 ; chinois traditionnel : 納頓 ; pinyin : nàdùn) est une fête traditionnelle tenue par les Mongols monguor (蒙古尔, měnggǔěr), également connu sous le nom de Tu (chinois 土族, tǔ zú). Le nom de cette fête ressemble à Naadam, la fête traditionnelle mongole, mais diffère sur différents points.
Cette fête consiste en des danses masquées, des exercices martiaux et différentes fêtes agricoles.
Ces fêtes sont célébrées dans les bourgs de Sanchuan (官亭镇) et Guanting (官亭镇) Xian autonome hui et tu de Minhe, au Nord-Est de la province du Qinghai.